# Denyse Maillard
Pour les articles homonymes, voir Maillard.
Denyse Maillard, née le 30 mai 1901 à Écuélin et décédée dans la même commune le 14 décembre 1952, est une chercheuse angliciste, enseignante et écrivaine française.

## Biographie
Après avoir reçu un Bachelor of Arts de l’Université de l’Ohio en juin 1931, elle obtient un doctorat ès lettres de l’Université de Paris sous la direction de Charles Cestre, publié sous forme de livre en 1935. Son travail de thèse, consacré à l’enfant américain au XXe siècle dans le roman du Midwest, analyse 65 livres sur des sujets comme la famille, l’école, l’église, les camarades de jeu, la nature, la musique, la sociabilité, la psychologie etc., Elle en tire, notamment, des perspectives sociologiques sur la cohésion familiale, les défauts du système scolaire américain, la liberté vis-à-vis de la tradition ou encore la tolérance religieuse. Le fait que sa thèse ouvre des perspectives sur des auteurs américains moins connus ou traitant de villes moyennes est souligné par la critique,.
Après sa thèse, elle entreprend un voyage de 80.000 kilomètres autour du monde (Europe, Antilles françaises, Tahiti, Nouvelle-Calédonie, Australie, Nouvelle-Zélande, Indochine française, Singapour, Malacca, Sri Lanka, Djibouti, Suez) qu’elle raconte dans un livre. Elle enseigne pendant plusieurs années la littérature française en Afrique du Sud à l’Université du Cap, à l’Université de Johannesbourg et à l’Université du Witwatersrand. Pendant cette période elle publie un livre sur la langue française et contribue au magazine "France", publié à Johannesbourg.
Le 29 novembre 1947 elle épouse Georges Colin, ancien consul honoraire de France et ancien conservateur des Domaines français de Sainte-Hélène.
Elle reçoit en juillet 1951 le titre d’Officier d’Académie pour sa « longue et méritante promotion de la connaissance de la langue française à l’étranger ».

## Publications
- Denyse Maillard, L'Enfant américain dans le roman du Middle-West : Thèse pour le doctorat d'Université présentée à la Faculté des Lettres de l'Université de Paris, Paris, Nizet et Bastard, 1935 (BNF 32409045, HAL tel-04108551, SUDOC 049183516)
- Denyse Maillard (préf. Charles Cestre), L'Enfant américain au XXe siècle : D'après les romanciers du Middle-West, Paris, Nizet et Bastard, 1935 (BNF 32409044, SUDOC 052309754)
- Denyse Maillard (préf. Marius-Ary Leblond), 80.000 kilomètres autour de la Terre, A.A. Balkema, 1948 (OCLC 429177442, SUDOC 266738419)